# مرویل فرانسویل
مرویل فرانسویل (به فرانسوی: mɛʁvil fʁɑ̃svil plaʒ) شهرکی توریستی در غرب کبور در ایالت نُرماندی فرانسه واقع شُده است، مرویل منطقه توریستی و برهنگی آزاد در فرانسه محسوب می‌شود، اما از نظر تاریخی محل یکی از نبردهای جنگ جهانی دوم و اراضی فراساحل آن برای زراعت و پرورش گاو شیری محبوبیت فراوانی دارد.